# R and J
R#J es una película de drama romántico experimental estadounidense de 2021 escrita por Rickie Castaneda, Oleksii Sobolev y Carey Williams, quien también es el director. La película está protagonizada por David Zayas, María Gabriela de Faría, Diego Tinoco y RJ Cyler. La película es una adaptación moderna de la tragedia romántica de Shakespeare, Romeo y Julieta, contada a través de mensajes de texto, fotos y videos en teléfonos móviles y publicaciones en redes sociales.
La película tuvo su estreno mundial en el Festival de Cine de Sundance de 2021 el 30 de enero de 2021.

## Reparto
- David Zayas como Fernando
- María Gabriela de Faría como Nancy
- Diego Tinoco como Tybalt[1]
- RJ Cyler como Benvo
- Moe Irvin como Alcide Montague
- Jacob Ming-Trent como Fraile Lawrence
- Emilio Garcia-Sanchez como Sampson
- Camaron Engels como Romeo[2]
- Siddiq Saunderson como Mercutio[1]
- Ricky Russert como Gregory
- Francesca Noel como Juliet[2]
- Deshawn Cavanaugh como Abram
- Matias Ponce como Joven Fernando

## Lanzamiento
La película tuvo su estreno en el Festival de Cine de Sundance 2021 el 30 de enero de 2021 en la sección Siguiente. También se proyectó en South by Southwest en marzo de 2021, donde ganó el premio Adobe Editing Award.

## Recepción
R#J recibió críticas mixtas de los críticos. El sitio web del agregador de reseñas Rotten Tomatoes encuestó a 27 críticos y, categorizando las reseñas como positivas o negativas, evaluó 15 como positivas y 14 como negativas para una calificación del 52%. Entre las revisiones, determinó una calificación promedio de 6.3 sobre 10. El consenso de los críticos dice: "R#J representa un intento admirable de actualizar a Romeo y Julieta, pero por desgracia, su recompensa no es tan ilimitada como el mar".
 